# 밀양 완재정
밀양 완재정(密陽 宛在亭)은 경상남도 밀양시 부북면 위양리 296번지에 있는 정자이다. 2016년 10월 13일 경상남도지사가 경상남도의 문화재자료 지정을 위한 행정예고를 거쳐, 2017년 3월 30일 경상남도의 문화재자료 제633호로 지정되었다.

## 지정 사유
완재정은 안동권씨의 재실로써 1900년에 조성된 정자인데, 위양지에 조성된 섬의 중앙에 정자를 설치하고 배로 출입하도록 한 특별한 구성은, 중앙에 정자의 문화가 많이 남아있지 않은 경남지방 및 조선 후기의 조원의 사례로서 대표적인 모범이 될 만한 구성이다. 건축적인 특성도 놓은 가치가 있는 것으로 판단된다.

## 참고 자료
- 밀양 완재정 - 국가유산청 국가유산포털